# Kirill Andrejewitsch Kotik
Kirill Andrejewitsch Kotik (russisch Кирилл Андреевич Котик, englisch Kiril Kotik, wiss. Transliteration Kirill Andreevič Kotik; * 2. November 1998 in Kirow) ist ein russischer Skispringer.

## Werdegang
Kotik ging ursprünglich für die Oblast Kirow an den Start, wechselte allerdings zunächst ans olympische Sportzentrum der Oblast Moskau, ehe er seit der Saison 2020/21 für die staatliche Sportschule GBU Nosschor in der Oblast Nischni Nowgorod startet. Sein internationales Debüt gab Kotik am 6. September 2014 beim FIS-Cup-Springen in Einsiedeln und belegte dabei den 48. Platz. Ende Januar 2015 nahm er am Europäischen Olympischen Winter-Jugendfestival 2015 in Tschagguns teil. Beim Einzelspringen im Montafoner Schanzenzentrum erreichte Kotik Rang 19, einen Tag später wurde er im Team Siebter. Zum Abschluss des Festivals gewann er gemeinsam mit Marija Jakowlewa, Maxim Sergejew und Sofja Tichonowa Silber im Mixed-Team. Zwar gelangen ihm auch in der Saison 2015/16 keine Punktgewinne im drittklassigen FIS Cup, doch wurde er dennoch für die Nordischen Junioren-Skiweltmeisterschaften 2016 in Râșnov nominiert. Mit dem 57. Platz bei 64 Teilnehmern blieb Kotik deutlich hinter den besten Athleten seiner Altersgruppe zurück. Darüber hinaus wurde er Elfter im Team. Nach weiteren vereinzelten Teilnahmen an FIS-Cup-Wettbewerben, bei denen er außerhalb der Punkteränge landete, trat er Anfang Februar 2017 erneut bei den Nordischen Junioren-Skiweltmeisterschaften an, die 2017 in Park City stattfanden. Mit dem 42. Platz im Einzel sowie Rang neun im Team konnte er sich im Vergleich zum Vorjahr verbessern. 
Bei den russischen Sommer-Meisterschaften 2017 in Krasnaja Poljana bei Sotschi belegte Kotik den achten Platz von der Normalschanze sowie den zehnten Rang von der Großschanze. Zudem gewann er gemeinsam mit Nikolai Matawin, Ilmir Chasetdinow und Dmitri Wassiljew das Teamspringen und somit seinen ersten nationalen Meistertitel. Im Winter 2017/18 nahm er ein letztes Mal an den Nordischen Junioren-Skiweltmeisterschaften teil. Bei den Wettbewerben in Kandersteg sprang Kotik auf den 28. Platz im Einzel und wurde zudem Achter im Team sowie Sechster im Mixed-Team. Wenige Wochen später gewann er in Villach seine ersten FIS-Cup-Punkte. Am 10. März 2018 gab er in Zakopane sein Debüt im Continental Cup, der zweithöchsten internationalen Wettkampfserie. Seinen ersten Punkt gewann er jedoch erst eine Woche später in Tschaikowski, als er den 30. Platz belegte. Ende November war Kotik erstmals Teil der nationalen Gruppe beim Heim-Weltcup in Nischni Tagil, verpasste jedoch die Qualifikation für die Einzelspringen deutlich. Im restlichen Saisonverlauf kam er international nicht mehr zum Einsatz.
Anfang März 2021 wurde in Nischni Nowgorod ein Eröffnungsspringen auf der neuen Mittelschanze mit dem Konstruktionspunkt von 60 Metern veranstaltet, bei dem Kotik die Schanzenrekordweite von 80 Metern aufstellte. Die Differenz von 20 Metern zwischen dem K-Punkt und der Weite Kotiks ist dabei für Mittelschanzen äußerst ungewöhnlich. Nach knapp zwanzig Monaten ohne internationale Wettkampfteilnahmen trat Kotik beim abschließenden Wochenende des Continental Cups 2020/21 Ende März in Tschaikowski an und erreichte dabei an beiden Wettkampftagen die Punkteränge. Dabei erzielte er zudem mit dem 20. Platz sein bis dato bestes Einzelresultat in dieser Wettkampfserie. Wenige Tage später sprang er bei den russischen Meisterschaften bei beiden Einzelwettkämpfen in die Top 10 und gewann zudem gemeinsam mit Michail Maximotschkin, Denis Kornilow und Roman Trofimow seinen zweiten Meistertitel im Team.

## Statistik

### Continental-Cup-Platzierungen
| Saison  | Sommer | Sommer | Winter | Winter | Gesamt | Gesamt |
| Saison  | Platz  | Punkte | Platz  | Punkte | Platz  | Punkte |
| ------- | ------ | ------ | ------ | ------ | ------ | ------ |
| 2017/18 | —      | —      | 130.   | 01     | 160.   | 01     |
| 2020/21 | —      | —      | 071.   | 20     | 077.   | 20     |